# Portugalsko na Letních olympijských hrách 1924
Portugalsko se účastnilo Letní olympiády 1924 ve francouzské Paříži. Zastupovalo ho 28 mužů v 8 sportech.

## Medailisté
| Medaile | Jméno                                                                         | Sport     | Soutěž                       |
| ------- | ----------------------------------------------------------------------------- | --------- | ---------------------------- |
| Bronz   | Aníbal de Almeida Luís de Meneses Helder Martins José Mouzinho de Albuquerque | Jezdectví | Parkurové skákání - družstva |